# Vorpostenboot

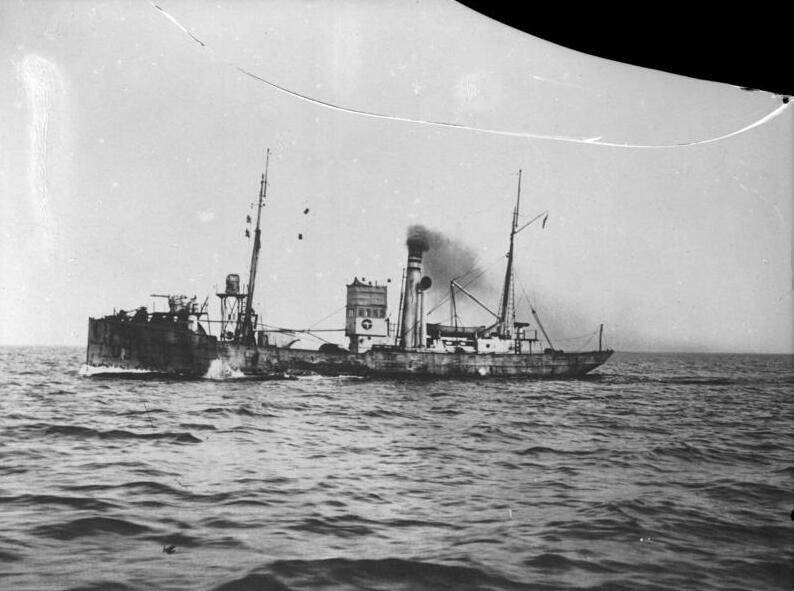
Le Vorpostenboot Nürnberg en 1914.

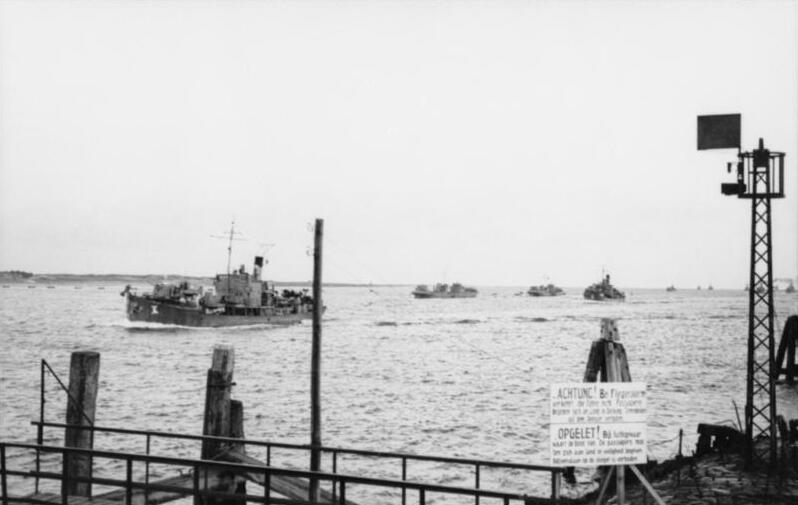
Flottille VP-Boot quittant un port hollandais pendant la Seconde Guerre mondiale.

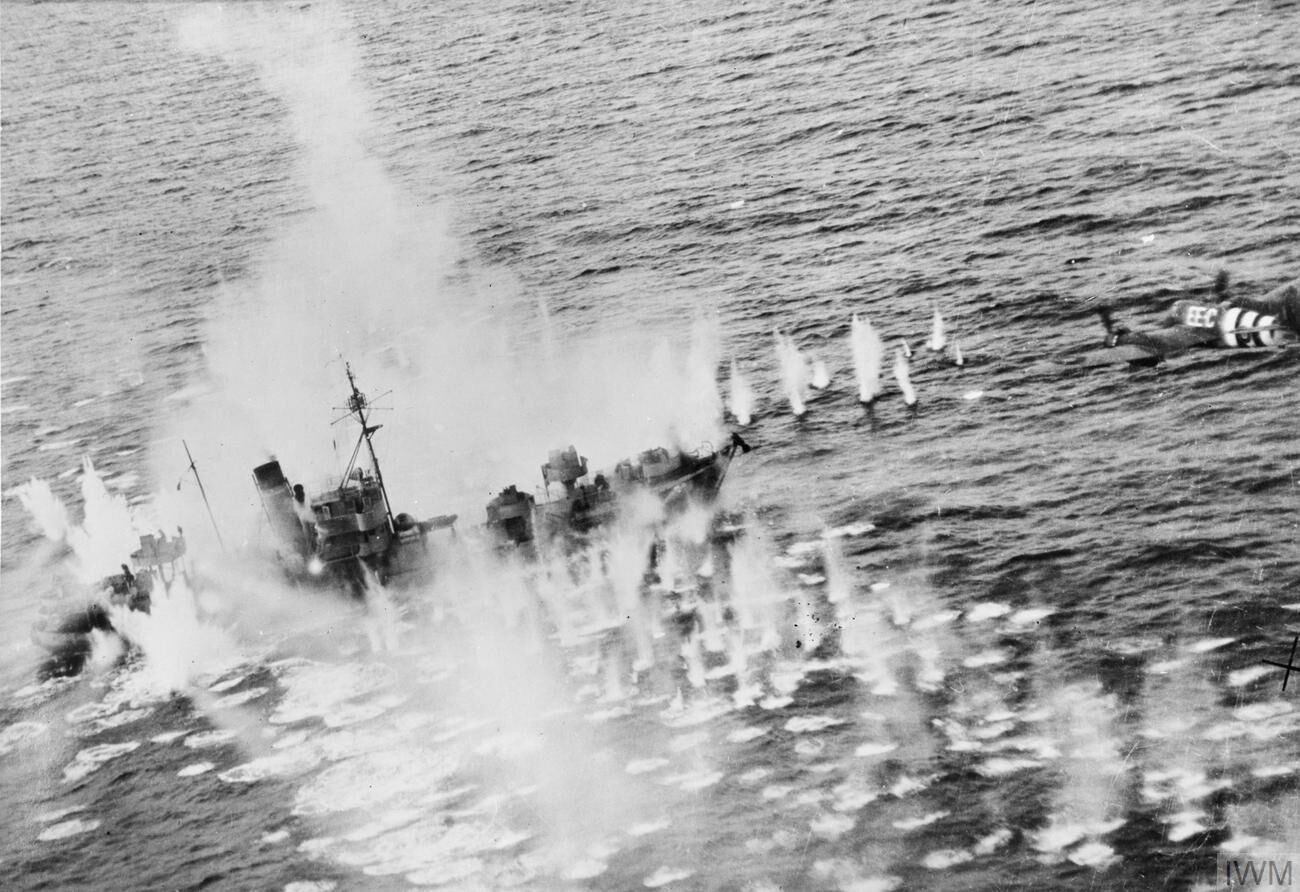
V-1605 Mosel attaqué par un avion britannique au large de Lillesand, en Norvège, le 15 octobre 1944.

Un Vorpostenboot (pluriel Vorpostenboote), aussi appelé VP-Boot, patrouilleur ou bateau d'avant-poste, était un bateau de patrouille allemand ayant servi pendant les deux guerres mondiales.
Les Vorpostenboote ont joué un rôle majeur dans les opérations côtières de la Kriegsmarine. Employés au service de patrouille, d'escorte ou de chasseurs de sous-marins, ces petits navires ont été utilisés sur toutes les zones côtières où la Kriegsmarine opérait.
En raison du manque de navires pendant les guerres, plusieurs types de bateaux existants ont été modifiés pour servir comme navire armés. Ce furent aussi bien des bateaux de servitude, des yachts et des bateaux de pêche. Les bateaux de pêche pour leur robustesse (notamment les ex-baleiniers) ont été trouvés en grand nombre, sur les côtes allemandes et sur les côtes des territoires occupés.
Équipés de canons de 88 mm et de canons antiaériens de toutes sortes et de tous calibres, ces bateaux pouvaient nuire à l'ennemi dans la Manche, mais il leur manquait les armes et les performances pour rivaliser avec les destroyers et les vrais navires de guerre.
Pendant la guerre froide, la Marine allemande avait prévu d'utiliser des Vorpostenboote dans le cadre de sa stratégie de guerre, notamment dans les escadrons 122 et 124 de la Marine.